# ガエタン・ボング
トマ・ガエタン・ボング（Thomas Gaëtan Bong、1988年4月25日 - ）は、カメルーン・リトラル州サケエメ出身のプロサッカー選手。ポジションはDF。ノッティンガム・フォレストFC所属。元カメルーン代表。

## 来歴

### クラブ
FCメスでプロキャリアをスタート。フランスのクラブを渡り歩いた後、2013年8月にオリンピアコスFCと契約を結んだ。
2015年2月、ウィガン・アスレティックFCと短期契約を結んだ。シーズン終了後、クラブの2部降格に伴い退団。
2015年6月、チャンピオンシップのブライトン・アンド・ホーヴ・アルビオンFCと契約を結んだ。
2020年1月30日、ノッティンガム・フォレストFCに1年半契約で加入。

### 代表
U19フランス代表歴があるが、A代表は出身地のカメルーンに変更した。主要大会では2010 FIFAワールドカップにカメルーン代表の一員として参加している。

## 代表歴

### 出場大会
- カメルーン代表
  - 2010 FIFAワールドカップ

### 試合数
- 国際Aマッチ 17試合 0得点（2010年-2019年）[4]

| カメルーン代表 | 国際Aマッチ | 国際Aマッチ |
| 年             | 出場        | 得点        |
| -------------- | ----------- | ----------- |
| 2010           | 4           | 0           |
| 2011           | 5           | 0           |
| 2012           | 1           | 0           |
| 2013           | 1           | 0           |
| 2014           | 1           | 0           |
| 2015           | 0           | 0           |
| 2016           | 0           | 0           |
| 2017           | 0           | 0           |
| 2018           | 3           | 0           |
| 2019           | 2           | 0           |
| 通算           | 17          | 0           |